# Örjans vall
Das Örjans vall ist ein Fußballstadion in der schwedischen Stadt Halmstad, Hallands län, im Süden des Landes. Die Anlage ist die Heimspielstätte der Fußballclubs Halmstads BK und IS Halmia (Frauen).

## Geschichte
Das Stadion wurde im Jahre 1922 erbaut und bietet heute 10.873 Plätze, davon sind 3833 Sitzplätze. Des Weiteren bieten sich 12 behindertengerechte Plätze sowie geeignete Toiletten für diese Besucher. Während der Fußball-Weltmeisterschaft 1958 war Örjans vall Austragungsort von zwei Vorrundenspielen der Gruppe 1.
Neben dem Fußball wird die Arena auch als Veranstaltungsort, beispielsweise für Konzerte, genutzt. Ein solches führte auch zum absoluten Publikumsrekord, als 2004 bei einem Konzert von Gyllene Tider 21.161 Menschen das Örjans vall besuchten.
Bei Fußballspielen waren die Rekorde:
- 1955: Halmstads BK – Djurgårdens IF mit 19.783 Zuschauern
- 1962: IS Halmia – Landskrona BoIS (Qualifikationsspiel) mit 20.381 Zuschauern

Bei der Fußball-Europameisterschaft der Frauen 2013 war das Örjans vall einer von sieben Spielorten. Es wurden drei Vorrundenspiele sowie ein Viertelfinale in Halmstad ausgetragen.

## Galerie

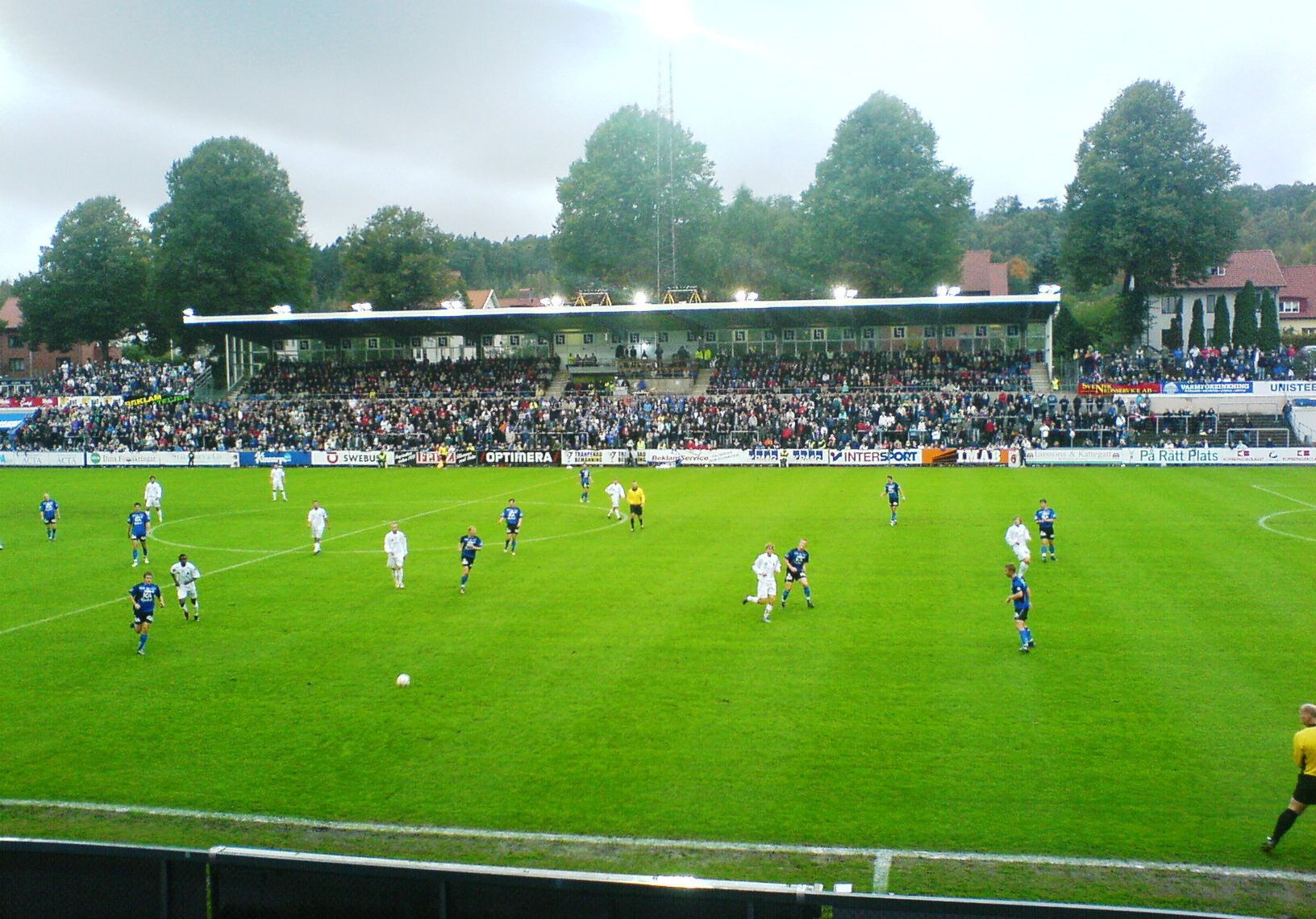
Spiel der Allsvenskan zwischen Halmstads BK und Gefle IF im September 2007
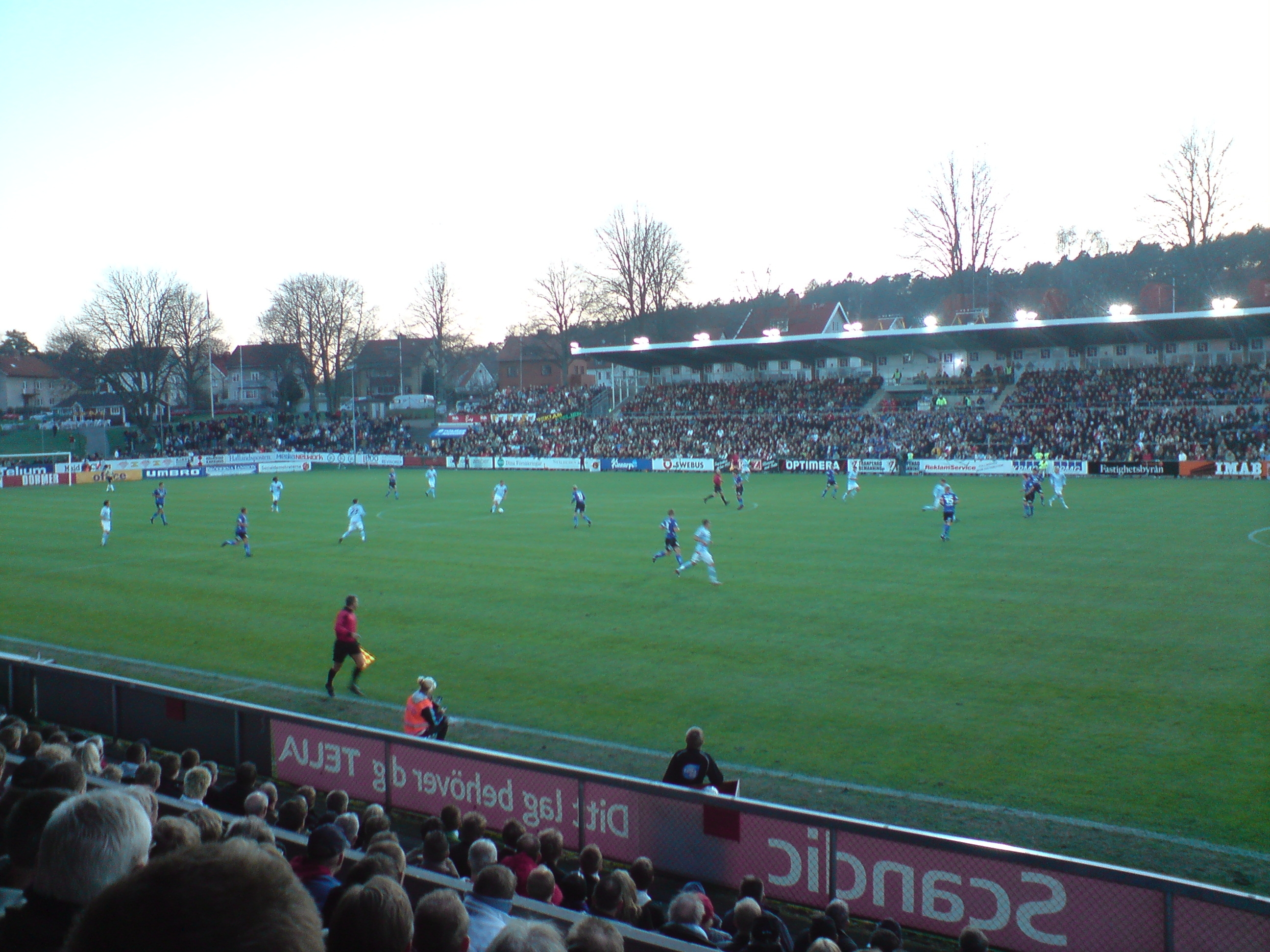
Spiel der Allsvenskan zwischen Halmstads BK und Malmö FF im April 2008